# خوسيه إغناثيو بيرالتا
خوسيه إغناثيو بيرالتا هو سياسي مكسيكي، ولد في 1 أكتوبر 1970 في مدينة كوليما في المكسيك. نشط حزبياً في الحزب الثوري المؤسساتي. وقد انتخب Governor of Colima ‏.